# Kolangestān
Kolangestān (persiska: کلنگستان) är en ort i Iran.   Den ligger i provinsen Gilan, i den nordvästra delen av landet, 270 km nordväst om huvudstaden Teheran. Kolangestān ligger 18 meter över havet och antalet invånare är 851.
Terrängen runt Kolangestān är platt åt nordost, men åt sydväst är den kuperad.Runt Kolangestān är det tätbefolkat, med 493 invånare per kvadratkilometer. Närmaste större samhälle är Māsāl, 4,9 km sydväst om Kolangestān. Trakten runt Kolangestān består till största delen av jordbruksmark.